# Редукционный клапан

Рис. 1. Конструктивная схема простейшего редукционного клапана

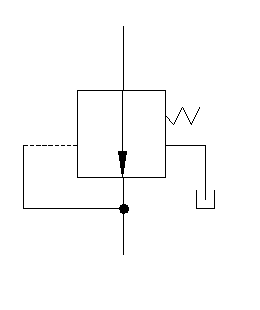
Рис. 2. Условное графическое обозначение редукционного клапана

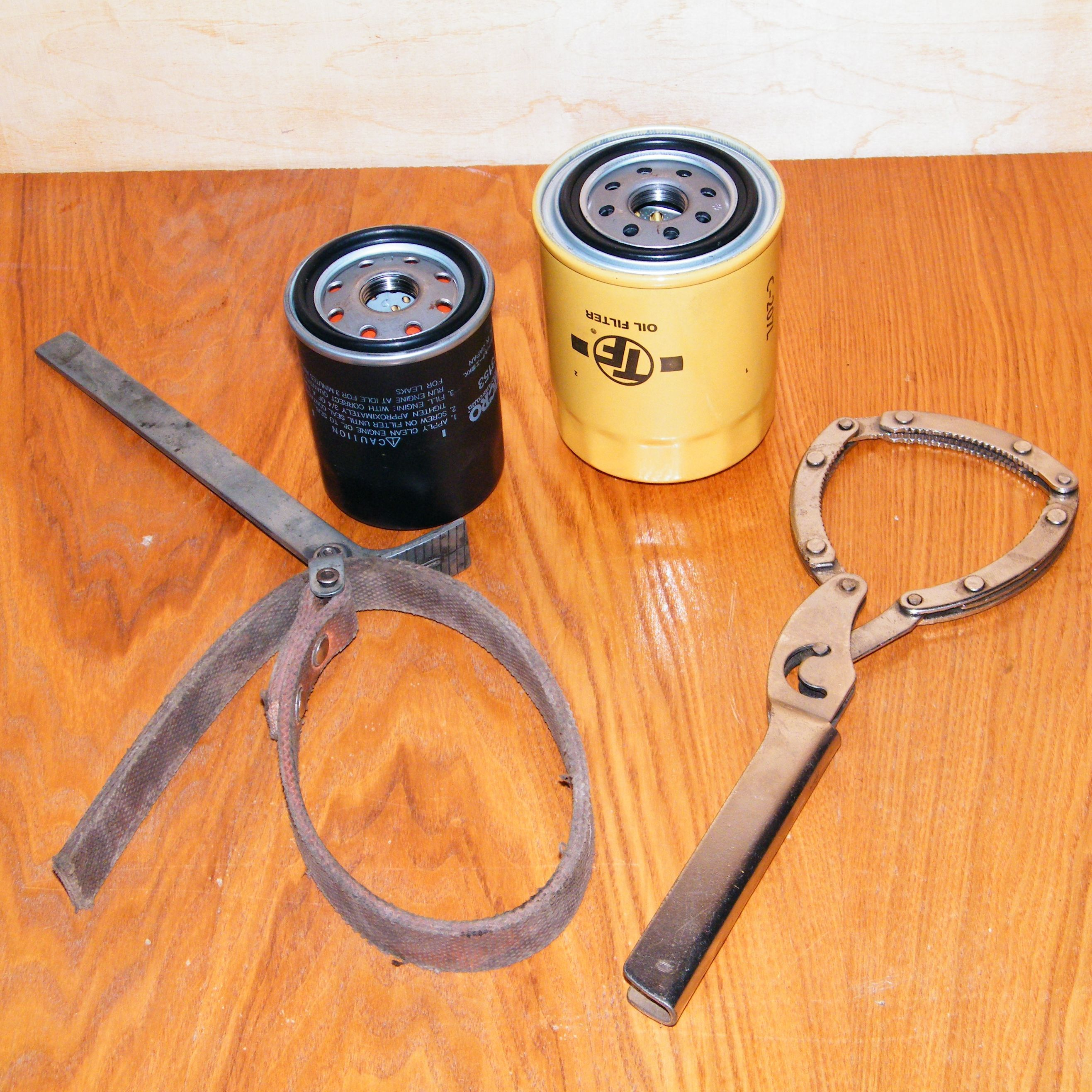
Каждый масляный фильтр имеет редукционный клапан, предназначенный для пропуска неочищенного масла в магистраль в обход фильтра. Дело в том, что при очень сильном загрязнении фильтрующего элемента или зимой, когда вязкость холодного масла очень сильно увеличивается, значительно возрастает гидравлическое сопротивление и двигатель будет испытывать масляное голодание, разумеется, может быстро выйти из строя.

Редукционный клапан — это автоматически действующий пневматический или гидравлический дроссель, предназначенный для поддержания на постоянном уровне давления на выходе. Сопротивление редукционного клапана в каждый момент пропорционально разности между переменным давлением на входе и постоянным (редуцированным) давлением на выходе.
Виды редукционных клапанов:
- Редукционный клапан прямого действия (не требует внешнего источника питания).
- Клапаны, управляемые пневмо- или электроприводом.

## Область применения
Эти клапаны применяются в гидроприводе в том случае, когда от одного источника гидравлической энергии (насоса) необходимо запитать несколько потребителей гидравлической энергии (гидродвигателей), работающих одновременно и имеющих разный характер нагрузки. Необходимость применения редукционного клапана обусловлена тем, что включение в работу одного из гидродвигателей приводит (при отсутствии данного редукционного клапана) к изменению давления на входе в остальные гидродвигатели, а следовательно, и к падению усилий на выходных звеньях гидродвигателей. Если гидродвигатели включаются в работу не одновременно или имеют одинаковые нагрузочные характеристики, то использование редукционных клапанов, как правило, не является обязательным. Например, отвал бульдозера приводится в движение обычно двумя гидроцилиндрами. Но поскольку оба гидроцилиндра приводят в движение один и тот же рабочий орган (то есть, отвал), то их характер нагрузки является одинаковым, и в гидросистемах бульдозеров редукционные клапаны, как правило, не применяются.
В пневмоприводах применение редукционных клапанов является обязательным, поскольку, вследствие сжимаемости воздуха, пневмосистемы склонны к значительным колебаниям давления.

## Принцип действия
На рис. 1 показана конструктивная схема простейшего редукционного клапана. При увеличении входного давления Рн возрастает давление в полости Б, а также давление в полости В (редуцированное давление Рред). Под действием возросшего редуцированного давления плунжер смещается влево, тем самым уменьшая размер дроссельной щели у. При этом возрастает сопротивление потоку жидкости при прохождении её через дроссельную щель, а значит, возрастают и потери давления. Как следствие уменьшается значение редуцированного (выходного) давления Рред. Таким образом обеспечивается устойчивость значения выходного давления при изменении входного давления. В описанном процессе возросшее давление в полости Б не мешает перемещению плунжеров влево, так как это возросшее давление действует не только на дросселирующую конусную головку, но и на уравновешивающий поршень, и эти силовые воздействия уравновешивают друг друга.